# Percy Sledge
Percy Tyrone Sledge (Leighton, 25 novembre 1940 – Baton Rouge, 14 aprile 2015) è stato un musicista e cantante statunitense.

## Carriera
Dopo aver lavorato per diversi anni in un ospedale come operatore socio-sanitario a Sheffield (Alabama), Percy Sledge viene presentato al produttore discografico Quin Ivy, che gli permette di firmare un contratto con la Atlantic Records. Il suo primo singolo, When a Man Loves a Woman, pubblicato nel 1966, ottiene uno straordinario successo in tutto il mondo, giungendo fino alla prima posizione della Billboard Hot 100. I successivi singoli di Sledge, solitamente ballate soul o R&B, confermano la popolarità del cantante nel corso degli anni settanta.
When a Man Loves a Woman ottiene una nuova popolarità alla fine degli anni ottanta grazie ad uno spot pubblicitario della Levi's, arrivando persino alla seconda posizione della classifica dei singoli inglesi e permettendo a Percy Sledge di ritornare sulle scene. Infatti nel 1994, Saul Davis e Barry Goldberg producono il suo nuovo album Blue Night, a cui collaborano, fra gli altri, Bobby Womack, Steve Cropper e Mick Taylor. L'album ha un notevole successo ed ottiene anche una nomination ai Grammy Award. Nel 2004, sempre Davis e Goldberg hanno prodotto l'album di Sledge Shining Through the Rain.
È scomparso nel 2015 all'età di 74 anni, per un'insufficienza epatica causata da un tumore al fegato.

## Discografia
Albums
- 1966 - When a Man Loves a Woman (Atlantic Records, LP 8125)
- 1966 - Warm & Tender Soul (Atlantic Records, LP 8132)
- 1967 - The Percy Sledge Way (Atlantic Records, LP 8146)
- 1968 - Take Time to Know Her (Atlantic Records, LP 8180)
- 1969 - The Best of Percy Sledge (Atlantic Records, LP 8210) Raccolta
- 1970 - Sledge in South Africa (Atlantic Records, ATC 9257)
- 1974 - The Golden Voice of Soul (Atlantic Records, K 20085)
- 1974 - I'll Be Your Everything (Capricorn Records, LP 0147)
- 1983 - Percy! (Monument Records, FW 38532)
- 1989 - Wanted Again (Demon Records, FIEND 140)
- 1994 - Carla Olson with Mick Taylor and Percy Sledge (Watermelon Records, WM 1026)
- 1995 - Blue Night (Sky Ranch Records, 7243 8398712 2)
- 2004 - Shining Through the Rain (Varèse Sarabande Records, 302 066 599 2)
- 2008 - Sings Country (Gusto Records, GT7-0693-2)
- 2013 - The Gospel of Percy Sledge (David Johnson Productions)

Singoli
- 1966 - When a Man Loves a Woman/Love Me Like You Mean It (Atlantic Records, 2326)
- 1966 - Warm and Tender Love/Sugar Puddin' (Atlantic Records, 2342)
- 1966 - It Tears Me Up/Heart of a Child (Atlantic Records, 2358)
- 1967 - Baby, Help Me/You've Got That Something Wonderful (Atlantic Records, 2383)
- 1967 - Out of Left Field/It Can't Be Stopped (Atlantic Records, 2396)
- 1967 - Love Me Tender/What Am I Living For (Atlantic Records, 2414)
- 1967 - Just Out of Reach (Of My Two Empty Arms)/Hard to Believe (Atlantic Records, 2434)
- 1967 - Cover Me/Behind Every Great Man There Is a Woman (Atlantic Records, 2453)
- 1968 - Take Time a Know Her/It's All Wrong But It's Alright (Atlantic Records, 2490)
- 1968 - Sudden Stop/Between These Arms (Atlantic Records, 2539)
- 1968 - You're All Around Me/Self-Preservation (Atlantic Records, 2563)
- 1969 - My Special Prayer/Bless Your Little Sweet Soul (Atlantic Records, 2594)
- 1969 - Any Day Now/The Angels Listened In (Atlantic Records, 2616)
- 1969 - Woman of the Night/Kind Woman (Atlantic Records, 2646)
- 1969 - Faithful and True/True Love Travels on a Gravel Road (Atlantic Records, 2679)
- 1970 - Push Mr. Pride Aside/Too Many Rivers to Cross (Atlantic Records, 2719)
- 1970 - Help Me Make It Through the Night/Thief in the Night (Atlantic Records, 2754)
- 1971 - Stop the World Tonight/That's the Way I Want to Live My Life (Atlantic Records, 2826)
- 1971 - Rainbow Road/Standing on the Mountain (Atlantic Records, 2848)
- 1972 - Sunday Brother/Everything You'll Ever Need (Atlantic Records, 2886)
- 1972 - Sunday Brother/Everything You'll Ever Need (Atlantic Records, 2886)
- 1973 - Sunshine/Unchanging Love (Atlantic Records, 2963)
- 1974 - I'll Be Your Everything/Blue Water (Capricorn Records, 0209)
- 1975 - If This Is the Last Time/Behind Closed Doors (Capricorn Records, 0220)
- 1977 - When She's Touching Me/When a Boy Becomes a Man (Capricorn Records, 0273)
- 1983 - You Had to Be There/Hard Lovin' Woman (Monument Records, WS4 03612)
- 1983 - She's Too Pretty to Cry/Home Type Thing (Monument Records, WS4 03878)